# 魏涼子
魏 涼子（ぎ りょうこ、1972年7月20日 - ）は、日本の女優、声優。大阪府大阪市北区出身。桐朋学園芸術短期大学芸術科演劇専攻卒業。劇団青年座所属。

## 人物・略歴
5歳年上の兄がいる。
上海生まれの祖父母を持ち、幼稚園から中学まで大阪中華学校で学んだため、中国語が話すことができる。プール学院高等学校、桐朋学園芸術短期大学芸術科演劇専攻卒業。
全日空の客室乗務員として1年間のフライトを経験した後、劇団青年座へ入団。
NHK連続テレビ小説『春よ、来い』（1994年）で女優デビュー。
声優としてはチャン・ツィイーの吹き替えを担当している。
夫は同じ劇団で同じく俳優の檀臣幸で、檀が井坂深紅郎 / ウェザー・ドーパント役でレギュラー出演していた『仮面ライダーW』で魏も有馬鈴子 / ゾーン・ドーパント役でゲスト出演し、両者が出会う場面はないものの怪人役での夫婦共演となった。洋画吹替でも『少林サッカー』、『ワイルド・スピード MAX』、『スプライス』など夫婦共演作が複数ある。夫の檀は2013年10月10日に再発性大動脈解離で急逝。
2008年4月、第一子となる長男を出産。

## 出演作品（女優）

### テレビドラマ
- いのちの現場から4 - 7（1996年 - 2001年、毎日放送）
- 連続テレビ小説「春よ、来い」（1994年 - 1995年、NHK総合）
- 愛とは決して後悔しないこと（1996年、TBS）
- ガラスの仮面 第9話「切なすぎる初恋…誰かが私を狙ってる!?」（1997年9月1日、テレビ朝日）
- 理想の上司 第1話（1997年、TBS）- 航空会社係員  [9]
- 京都迷宮案内 第1シリーズ 第8話（1999年） - 白川映子 役
- 暴れん坊将軍シリーズ（テレビ朝日/東映）
  - 暴れん坊将軍IX
    - 第34話「女お庭番の涙 怪盗夜がらすの正体は?」（1999年） - おゆう 役

  - 暴れん坊将軍X
    - 第5話「埋蔵金に踊らされた夫婦！甲府勤めの甘い罠」（2000年） - 八重 役
- 松本清張没後10年記念 張込み（2002年3月2日、テレビ朝日）
- ドレミソラ（2002年、TBS系）
- 月曜ミステリー劇場（TBS）
  - 世直し公務員 ザ!公証人4（2004年2月16日） - 中嶋香織 役
  - 浅見光彦 第23回（2007年）
- ほんとにあった怖い話
  - 「幻燈の下で」（2004年） - 小林安江
  - 「私を呼ぶのは…」（2007年） - 皆川由希
- 温泉へ行こう5 第43話 - 第45話（2005年、TBS） - 高山真理子 役
- 新・風のロンド（2006年1月5日 - 3月31日、東海テレビ・フジテレビ） - 有沢美絵 役
- 喰いタン 第2話「中華街を食い尽くす!」（2006年、日本テレビ） - ヤンの母 役
- 夜王（2006年、TBS）
- 相棒シリーズ（テレビ朝日）
  - 相棒 season7 第1話「還流〜密室の昏迷」（2008年10月22日）
  - 相棒 season13 第17話「妹よ」（2015年3月4日） - 高柳沙織 役
  - 相棒 season16 第18話「ロスト〜真相喪失」（2018年2月28日） - 美間幸美 役
  - 相棒 season19第7話「同日同刻」（2020年11月25日） - 白石佳奈子 役
- 金曜プレステージ「恋を捨て夢に駆けた女〜エド・はるみ物語〜」（2008年11月7日、フジテレビ）
- 浅見光彦〜最終章〜 第2話（2009年、TBS）
- 娼婦と淑女（2010年、東海テレビ・フジテレビ） - 千鶴 役
- 仮面ライダーシリーズ（テレビ朝日）
  - 仮面ライダーW 第31、32話（2010年） - 有馬鈴子 役
  - 仮面ライダービルド（2017年 - 2018年） - 多治見喜子 役
- 月曜ゴールデン（TBS）
  - 「狩矢警部シリーズ9坂本龍馬殺人事件」（2010年11月15日） - 朝倉真紀 役
  - 「ヤメ判 新堂謙介 殺しの事件簿3」（2014年5月26日） - 藤安春美 役
- 11人もいる! 第8話（2011年12月9日、テレビ朝日） - 有川あすか 役
- ドラマスペシャル「愛・命 〜新宿歌舞伎町駆け込み寺〜」（2011年12月17日、テレビ朝日）
- 聖母・聖美物語（2014年、東海テレビ・フジテレビ） - 辻井瑞穂 役
- 同窓生〜人は、三度、恋をする〜（2014年、TBS） - 桜井佑子 役
- 新・牡丹と薔薇（2015年 - 2016年、東海テレビ・フジテレビ） - 吉田伊佐子 役
- 月曜名作劇場（TBS）
  - 「犯罪資料館 緋色冴子シリーズ『赤い博物館』125年前、交換殺人をした…事故死した男の衝撃の告白！」（2016年） - 中川春恵
  - 「新・浅見光彦シリーズ（平岡祐太版）」（2017年 - ） - 浅見和子 役
- 科捜研の女 第16シリーズ 第3話（2016年11月10日、テレビ朝日） - 下川真帆 役
- カラスになったおれは地上の世界を見おろした。（2018年、NHK） - 坂口和子（中年期）
- それぞれの断崖（2019年、東海テレビ） - 立原マリ 役
- 警視庁・捜査一課長2020 第14話（2020年8月20日、テレビ朝日） - 銚子芳美 役
- 月曜プレミア8警視庁遺失物捜査ファイル（2020年8月24日、テレビ東京） - 鈴村智子 役
- 管理官キング（2022年1月6日、テレビ朝日） -  平山陽子 役
- 最高のオバハン 中島ハルコ 第2シリーズ 第6話（2022年11月12日、東海テレビ・フジテレビ） - 小滝真紀 役
- 能面検事 第2話（2025年7月18日、テレビ東京） - 須磨照子 役[10]

### 映画
- 茶々 天涯の貴妃（2007年） - 京極竜子 役
- 臨場 劇場版（2012年） - 安永光子 役
- 王妃の館（2015年） - マリー・テレーズ 役
- HOKUSAI（2021年） - トヨ 役

### 舞台
- 見よ、飛行機の高く飛べるを（2004年、世田谷パブリックシアター、水戸芸術館ACM劇場）
- 死ねばいいのに（2024年1月20日 - 28日、紀伊國屋サザンシアター TAKASHIMAYA） - 鹿島尚子 役[11][12]
- RAA-進駐軍特殊慰安所-（2024年8月3日 - 6日、渋谷区文化総合センター大和田 伝承ホール）[13]

## 出演作品（声優）

### テレビアニメ
2003年
- 無限戦記ポトリス（ジェーン）

2010年
- HEROMAN（ヴェロニカ）

2013年
- 団地ともお（オレの妻）

2015年
- 金田一少年の事件簿R（藤井文香）

2017年
- いぬやしき（松原 母）
- 牙狼〈GARO〉-VANISHING LINE-（アデレード）

2018年
- ブラッククローバー（2018年 - 2020年、魔女王）

2019年
- 風が強く吹いている（ユキの母）
- この音とまれ!（鳳月千春） - 2シリーズ

2020年
- ふしぎ駄菓子屋 銭天堂（真由美の母）

2021年
- トロピカル〜ジュ!プリキュア（2021年 - 2022年、夏海碧）
- MARS RED（おなつ）

2025年
- LAZARUS ラザロ（委員）

### 劇場アニメ
- ONE PIECE FILM GOLD（2016年、ステラ[16]）

### ラジオドラマ
- 青春アドベンチャー（NHK-FM）
  - 『００－０３　都より愛をこめて』（2020年4月20日 - 5月1日） [17] - チヒロ、おばさん、大女将 役

### OVA
- NARUTO -ナルト- 滝隠れの死闘 オレが英雄だってばよ!（2004年、ヒサメ）

### Webアニメ
- ベイブレードバースト ダイナマイトバトル（翠龍モネ）

### ゲーム
2000年代
- グランツーリスモ4"プロローグ"版（2003年、ナレーション）
- ゴッド・オブ・ウォーシリーズ（2005年、アテナ）

2010年代
- トリコ グルメガバトル!（2013年、あやめ）
- KNACK（2014年、カトリーナ）
- 北斗の拳スマートショック（2016年、ユリア）

2020年代
- THE KING OF FIGHTERS ALLSTAR（2020年、プリティー・ギース）
- グランブルーファンタジー（2023年、エレナレッタ）

### 吹き替え

#### 担当女優
ヴィッキー・チャオ
- 画皮 あやかしの恋（ペイロン）
- 少林サッカー（ムイ）※日本公開版
- 初恋の想い出（チー・ラン）
- ホワイト・バレット（医師トン）
- 妖魔伝 レザレクション（ジン公主）

エリザベス・バンクス
- 恋するポルノ・グラフィティ（ミリー）
- チャーリーズ・エンジェル（レベッカ・ボスレー）
- ピッチ・パーフェクトシリーズ（ゲイル）
  - ピッチ・パーフェクト ※ユニバーサル・ピクチャーズ版
  - ピッチ・パーフェクト2

- ミセス・アメリカ 〜時代に挑んだ女たち〜（ジル・ラッケルズハウス）

キム・ジョンウン
- カムバック マドンナ〜私は伝説だ（チョン・ソルヒ）
- 大変な結婚（チャン・ジンギョン）
- パリの恋人（カン・テヨン）

クレア・デインズ
- アンビリーバブル（エレナ・マーチェウスキー）
- いつか眠りにつく前に（アン・グラント）
- スターダスト（イヴェイン）
- ターミネーター3（ケイト・ブリュースター）※日本テレビ版

サラ・ポーリー
- ザ・スタジオ（本人）
- スプライス（エルサ・カスト）
- ドーン・オブ・ザ・デッド（アナ・クラーク）

ジュディ・グリア
- 愛しのグランマ（オリヴィア）
- ウィルソン（シェリー）
- 15時17分、パリ行き（スペンサーの母）
- ジュラシック・ワールド（カレン・ミッチェル）※劇場公開版
- ハロウィン（カレン）
  - ハロウィン KILLS

チャン・ツィイー
- 女帝 ［エンペラー］（王妃ワン）
- クライマーズ（シェイ）
- グランド・マスター（ゴン・ルオメイ）
- グリーン・デスティニー（玉嬌龍）※テレビ朝日版
- ジャスミンの花開く（茉、莉、花）
- TMNT（カライ）
- 2046（バイ・リン）
- 花の生涯〜梅蘭芳〜（孟小冬）
- HERO（如月）
- MUSA -武士-（芙蓉姫）
- LOVERS（シャオメイ）※ソフト版

ブリタニー・マーフィ
- アップタウン・ガールズ（モリー・ガン）
- 8 Mile（アレックス）
- シン・シティ（シェリー）

マリオン・コティヤール
- エヴァの告白（エヴァ・シブルスカ）
- 君と歩く世界（ステファニー）
- ブラック・ボックス 〜記憶の罠〜（イザベル・クリューゲル）
- マリアンヌ（マリアンヌ・ボーセジュール）

#### 映画（吹き替え）
- アート・オブ・ウォー（ジュリア〈マリエ・マチコ〉）※テレビ東京版
- 愛してる、愛してない（彼女〈イム・スジョン〉）
- アウトサイダー（チェリー・ヴァランス〈ダイアン・レイン〉）※ソフト版
- アクシデンタル・スパイ（カルメン〈キム・ミン〉）※テレビ朝日版
- アジャストメント（エリース・セラス〈エミリー・ブラント〉）
- 新しい夫婦の見つけ方（リー〈ローズマリー・デウィット〉）
- アダム&アダム（エリー・リード〈ジェニファー・ガーナー〉）
- アナコンダ・アイランド（ニッキー〈タラ・リード〉）
- アリス・イン・ワンダーランド（マーガレット・キングスレー〈ジェマ・パウエル〉）※フジテレビ版
- アルマゲドン2007（ラナ〈エイミー・プライス＝フランシス〉）
- アローン・イン・ザ・ダーク（アリーン・セドラック〈タラ・リード〉）
- アンナと王様（タプティム〈バイ・リン〉）※テレビ東京版
- イタリア的、恋愛マニュアル（バルバラ〈マルゲリータ・ブイ〉）
- イングリッシュ・ペイシェント（ハナ〈ジュリエット・ビノシュ〉）※Netflix版
- ウエディング宣言（チャーリー〈ジェニファー・ロペス〉）
- エヴァとステファンとすてきな家族（レナ）
- O（デジー・ブレイブル〈ジュリア・スタイルズ〉）
- 王の男（チャン・ノクス〈カン・ソンヨン〉）
- オルガミ〜罠（ハン・スジン〈チェ・ジウ〉）
- カウガールズ・アンド・エンジェルズ（カンザス〈ドーラ・マディソン・バージ〉）
- カオス（テディー・ギャロウェー刑事〈ジャスティン・ワデル〉）
- 輝く夜明けに向かって（プレシャス・チャムーソ）
- カリフォルニア・ダウン（エマ〈カーラ・グギノ〉）
- 喜劇王（ピウピウ〈セシリア・チャン〉）
- ギャング・オブ・ニューヨーク（ジェニー・エヴァディーン〈キャメロン・ディアス〉）※ソフト版
- キル・ブル 最強おバカ伝説（ウンニ）
- グッド・ガール（シェリル〈ズーイー・デシャネル〉）
- グランパ・ウォーズ おじいちゃんと僕の宣戦布告（サリー〈ユマ・サーマン〉）
- クリムゾン・リバー（フェニー・フェレイラ〈ナディア・ファレス〉）※ソフト版
- クロコダイル2（ミア）
- ゴースト・プリズン（ジュリー）
- コールド・クリーク/過去を持つ家（ルビー・ファーガソン〈ジュリエット・ルイス〉）
- コールド マウンテン（渡し舟の少女〈ジェナ・マローン〉）※ソフト版
- 恋する40DAYS（サム〈マギー・ジレンホール〉）
- 恋するブラジャー大作戦（仮）（レナ〈ジジ・リョン〉）
- 恋のスラムダンク（モーガン・アレクサンダー〈ポーラ・パットン〉）
- ゴッド・ディーバ（ジル〈リンダ・アルディ〉）
- コベナント（リサ・グッドマン）
- 最終目的地（ディアドラ・マッカーサー〈アレクサンドラ・マリア・ララ〉）
- サイドウォーク・オブ・ニューヨーク（アニー〈ヘザー・グラハム〉）
- ザ・コア（レベッカ・チャイルズ〈ヒラリー・スワンク〉）※ソフト版
- ザ・シューター（バラード〈レナ・ヘディ〉）
- ザ・スカルズ 秘密結社:権力の図式（テイラー・ブルックス〈クレア・クレイマー〉）
- サンキュー・スモーキング（ヘザー・ホロウェイ〈ケイティ・ホームズ〉）
- ジェシカ・アルバ ヘブンズ・ベール 〜死のバイブル〜（サラ・ホープ〈リリー・レーブ〉）
- ジェニファーの明日 あなたを抱きしめさせて（ジュリアン〈マディ・コーマン〉）
- 静かなる男（メアリー・ケイト・ダナハー〈モーリン・オハラ〉）※VOD版
- シャザム!（ローザ・バスケス〈マルタ・ミランス〉[24]）※ザ・シネマ版
- Shall We Dance?（キャロリン）※ソフト版
- ジャンダラ/背徳の情事（ゲーオ）
- シャンハイ・ナイト（チョン・リン〈ファン・ウォン〉）
- ショーン・オブ・ザ・デッド（ダイアン〈ルーシー・デイヴィス〉）
- ジル・リップス 殺戮者（ケイティ）
- 白い闇の女（キャロライン・クローリー〈イヴォンヌ・ストラホフスキー〉）
- 新喜劇王（モン〈エ・ジンウェン〉[25]）
- 素顔の私を見つめて…（ウィル〈ミシェル・クルージ〉）
- スネーク・フライト（ティファニー〈サニー・メイブリー〉）
- スパイチーム（ジュン〈スー・チー〉）
- スパニッシュ・アパートメント（イザベル〈セシル・ドゥ・フランス〉）
- SPIRIT（ユェツー〈スン・リー〉）
- セイブ・ザ・ラストダンス（ニッキー〈ビアンカ・ローソン〉）
- セレブ・ウォーズ 〜ニューヨークの恋に勝つルール〜（アリソン・オルセン〈キルスティン・ダンスト〉）
- セレブリティ（スーパーモデル〈シャーリーズ・セロン〉）
- セレンディピティ（ハリー・ブキャナン〈ブリジット・モイナハン〉）※ソフト版、（サラ・トーマス〈ケイト・ベッキンセイル〉）※機内上映版
- ダーク・ブルー（ハニチカ）
- ターミネーター（ナンシー）※テレビ東京版
- TIME/タイム（レイチェル・サラス〈オリヴィア・ワイルド〉）
- ダウン（ジェニファー・エヴァンス〈ナオミ・ワッツ〉）※ソフト版
- 007/リビング・デイライツ（カーラ〈マリアム・ダボ〉）※ソフト版
- ダブル・ミッション（タチアナ / クリール）
- ダンジョン&ドラゴン2（オーマリン）
- 沈黙の陰謀（アン・ホワイト・クラウド医師〈ホイットニー・イエロー・ローブ〉）※ソフト版
- ディテンション（アリソン・ミッチェル〈クレア・クレイマー〉）
- ディノクロコダイル（セリア・ペレス上等兵）
- 天才マックスの世界（マーガレット・ヤン）
- トーク・トゥ・ハー（アリシア〈レオノール・ワトリング〉）
- トーマス・クラウン・アフェアー（アンナ）※フジテレビ版
- 10日間で男を上手にフル方法（ミシェル〈キャスリン・ハーン〉）
- ドラキュリアII 鮮血の狩人（エリザベス〈ダイアン・ニール〉）
- ドラゴン・タトゥーな女 in パラノーマル・アクティビティ（デイナ・ロスティ〈キャスリン・フィオーレ〉）
- トランスフォーマー/ロストエイジ（スー・ユエミン〈リー・ビンビン〉）
- ナチス第三の男（リナ・ハイドリヒ〈ロザムンド・パイク〉）
- ナチョ・リブレ 覆面の神様（シスター・エンカルナシオン〈アナ・デ・ラ・レゲラ〉）
- ノートに眠った願いごと（セジン〈オム・ジウォン〉）
- ノック・オフ（リン・ホー）※テレビ東京版
- パーソナル・ショッパー（キーラ）
- パーティで女の子に話しかけるには（ボディシーア〈ニコール・キッドマン〉）
- バーバリアン/伝説の神剣（グレッチェン姫）
- パール・ハーバー（サンドラ〈ジェニファー・ガーナー〉）※ソフト版
- バーレスク（アリ〈クリスティーナ・アギレラ〉）
- パシフィック・リム: アップライジング（リーウェン・シャオ〈ジン・ティエン〉[26]）
- パスポート to パリ（ブリジット）
- パッセンジャーズ（クレア・サマーズ〈アン・ハサウェイ〉）
- ハッピー・フューネラル（ルーシー〈ロザムンド・クワン〉）
- パラサイト（デライラ・プロフィット〈ジョーダナ・ブリュースター〉）※フジテレビ版
- ピザ!（アイシュワリヤー・ラージェーシュ）
- 美少女探偵ナンシー・ドリュー（ジェーン・ブライトン〈レイチェル・リー・クック〉）
- ヒップホップ・プレジデント（リサ・クラーク〈タマラ・ジョーンズ〉）
- ヒューマン・キャッチャー（ミンクシー〈ニッキー・エイコックス〉）
- WHO AM I?（クリスティーン〈ミシェル・フェレ〉）※テレビ朝日版
- プール（マディソン〈エリカ・クリステンセン〉）
- ファミリー（ジョンウン〈スエ〉）
- ファンタスティック・フォー 超能力ユニット（セクシーな看護婦〈マリア・メノウノス〉[27]）※日本テレビ版
- フェイス・イン・ラブ（ポーシャ〈レジーナ・ホール〉）
- ふたつの恋と砂時計（カン・チョンジョン）
- プテラノドン（ケイト・ハインライン〈エイミー・スローン〉）
- ブラック・ダイヤモンド（ソナ〈ケリー・ヒュー〉）※テレビ朝日版
- ブラック・ナイト（ヴィクトリア〈マーシャ・トマソン〉）
- フランシスコの2人の息子（エレーナ〈ジラ・パエス〉）
- ブレイド3（アビゲイル〈ジェシカ・ビール〉）※ソフト版
- ブロンドと柩の謎（マリオン・デイヴィス〈キルスティン・ダンスト〉）
- 北京ヴァイオリン（リリ）
- ベスト・キッド
- ペット・セメタリー（レイチェル・クリード〈エイミー・サイメッツ〉）
- HELL（マリー〈ハンナー・ヘルツシュプルング〉）
- ボーン・アイデンティティー（マリー・クルーツ〈フランカ・ポテンテ〉）※フジテレビ版
- マーキュリー・ミッション（サラ・ミラー）
- マーベル・シネマティック・ユニバース
  - アイアンマン（クリスティン・エヴァーハート〈レスリー・ビブ〉）※テレビ朝日版
  - アイアンマン2（クリスティン・エヴァーハート〈レスリー・ビブ〉）※テレビ朝日版
  - ガーディアンズ・オブ・ギャラクシー:リミックス（アイーシャ〈エリザベス・デビッキ〉[28]）
  - ガーディアンズ・オブ・ギャラクシー:VOLUME 3（アイーシャ〈エリザベス・デビッキ〉[29]）
- マグダレンの祈り（ジョゼフィーン）
- マネー・トレーダー 銀行崩壊（リサ・リーソン〈アンナ・フリエル〉）
- MAMA（アナベル〈ジェシカ・チャステイン〉）
- マルティナは海（マルティナ〈レオノール・ワトリング〉）
- Mr.&Mrs. スミス（ジャスミン〈ケリー・ワシントン〉）※ソフト版
- ミスティック・アイズ（ドーン〈クレア・フォイ〉）
- ミッション:インポッシブル3（ゼーン・リー〈マギー・Q〉）
- ミミック（スーザン・タイラー博士〈ミラ・ソルヴィノ〉）※テレビ東京版
- ミラクル7号（ユエン先生〈キティ・チャン〉）
- ムービー43（サマンサ〈ナオミ・ワッツ〉、ルイーズ・レーン〈ユマ・サーマン〉）
- メガロドン（クリステン）
- MEG ザ・モンスター（スーイン〈リー・ビンビン〉[30]）
- Merry Christmas! 〜ロンドンに奇跡を起こした男〜（ファニー・ディケンズ / クラチット夫人）
- モナリザ・スマイル（ジョアン・ブランドウィン〈ジュリア・スタイルズ〉）※機内上映版
- モニカ・ベルッチのエッチなだけじゃダメかしら?（マリーナ / アンジェラ〈モニカ・ベルッチ〉）
- 約束の宇宙（サラ・ロロー〈エヴァ・グリーン〉[31]）
- YAMAKASI（アイラ）
- ヤング≒アダルト（メイビス・ゲイリー〈シャーリーズ・セロン〉）
- ラースと、その彼女（カリン〈エミリー・モーティマー〉）
- ライジング・ドラゴン（キャサリン〈ローラ・ワイスベッカー〉）
- 乱気流/タービュランス（テリー・ハロラン〈ローレン・ホリー〉）※VOD版
- レコニング・デイ（エル）
- レッド・ウォーター/サメ地獄（ケイリー・レイモンド〈クリスティ・スワンソン〉）※VHS版
- レッド・スカイ（ウー・ウェン・リー〈ヴィヴィアン・ウー〉）
- レッド・ダイヤモンド（カレン〈クレア・フォーラニ〉）
- レッド・ファミリー（ベク・スンヘ〈キム・ユミ〉）
- ロスト・メモリーズ（オ・ヘリン）
- ワイルドシングス（スージー・トーラー〈ネーヴ・キャンベル〉）※テレビ朝日版
- ワイルド・スピード MAX（ミア・トレット〈ジョーダナ・ブリュースター〉）※テレビ朝日版
- ワイルド・タウン/英雄伝説（デニ〈アシュレイ・スコット〉）

#### ドラマ
- I AM 私の分岐点 #2（カースティ〈サマンサ・モートン〉[32]）
- アガサ・クリスティー ミス・マープル
  - 書斎の死体（ルビー・キーン）
  - チムニーズ館の秘密（ヴァージニア）
- アガサ・クリスティー 無実はさいなむ（グウェンダ・ヴォーン〈アリス・イヴ〉[33]）
- アガサ・オール・アロング（リオ・ヴィダル / デス）
- アリー my Love
- ER緊急救命室（ニキ）
- 倚天屠龍記（殷素素）
- ウェアハウス13 〜秘密の倉庫 事件ファイル〜（マイカ・ベリング〈ジョアンヌ・ケリー〉）
- WITHOUT A TRACE/FBI 失踪者を追え!
  - シーズン2（サンダンス）
  - シーズン3（キャサリン）
  - シーズン6（ケイト・ダグラス）
- NCIS: ニューオーリンズ
  - シーズン2 #22（ダニエル・ジャレット〈メラニー・マーコスキー〉）
  - シーズン4 #13（レイチェル・モディーン）
- NCIS 〜ネイビー犯罪捜査班 シーズン7 #13（ティファニー・チェイス）
- オーメン（シモーヌ〈メガリン・エキカンウォーク〉）
- オールイン 運命の愛（ソ・ジニ〈パク・ソルミ〉）
- オクニョ 運命の女（ファン・ギョハ〈オ・ナラ〉[34]）
- 華麗なるペテン師たち（ステイシー・モンロー〈ジェイミー・マーレイ〉）
- キャッスル 〜ミステリー作家は事件がお好き（マギー・ヴェガ）
- キャッスル 〜ミステリー作家は事件がお好き シーズン3 #18（マンディ・ブロンソン〈レベッカ・バディグ〉）
- 救命医ハンク3 セレブ診療ファイル（エリース〈ジュリー・ベンツ〉）
- クリミナル・マインド9 FBI行動分析課 #6（イヴォンヌ・カーペンター〈サラ・ジェーン・モリス〉）
- GRIMM/グリム シーズン4 #19（マギー・ボーデン〈ヒラリー・タック〉）
- コウラン伝 始皇帝の母（夏姫〈ホー・ジアイー〉[35]）
- サンドゥ、学校へ行こう!（チェ・ウンファン）
- CSI:ニューヨーク
  - シーズン7
  - シーズン8 #1, #18（クレア・テイラー〈ジェイミー・レイ・ニューマン〉）
- しあわせの処方箋（ドナ）
- 少林寺伝奇（惜月 / シーユエ〈スン・ホイニン〉）
- 新チャーリーズ・エンジェル（イブ・フレンチ〈ミンカ・ケリー〉）
- スーパーナチュラル（ジョー・ハーベル〈アロナ・タル〉）
- スタートレック:ヴォイジャー（リンジー・バラード〈キム・ローズ〉）
- スタートレック:ストレンジ・ニュー・ワールド（ニーラ・ケトゥール〈イェティデ・バダキ〉）
- 曹操（何皇后〈チャオ・シュエリェン〉）
- ダーティ・セクシー・マネー（ノラ・ライオンズ〈ルーシー・リュー〉）
- CHUCK/チャック（サラ・ウォーカー〈イヴォンヌ・ストラホフスキー〉）
- ドーソンズ・クリーク（アビー・モーガン〈モニカ・キーナ〉）
- ドゥーム・パトロール（リタ・ファー / エラスティ・ウーマン〈エイプリル・ボウルビー〉[36]）
- 24 -TWENTY FOUR-（ルネ・ウォーカー〈アニー・ワーシング〉）
- トワイライト・ゾーン2 #10 「エッグ」（エレン・ジョーンズ〈グレタ・リー〉）
- バーン・ノーティス 元スパイの逆襲（ピアース捜査官〈ローレン・スタミール〉）
- バイオニック・ウーマン（ジェイミー・サマーズ〈ミシェル・ライアン〉）
- 花様少年少女（恵比寿）
- PAN AM/パンナム（ブリジット・ピアース〈アナベル・ウォーリス〉）
- ふたりは最高!ダーマ&グレッグ
  - シーズン3 #23（スーザン）
  - シーズン5 #17（ケリー・キンケイド）
- ふたりはふたご（キャリー・ムーア〈サリー・ホイーラー〉）
- プライベート・プラクティス4（ケンドラ・ウォーカー〈ケイティ・ロウズ〉）
- THE FLASH/フラッシュ シーズン1 #17
- THE BRIDGE/ブリッジ3（リーセ・フリース・アナセン〈ソニア・リクター〉）
- ブルーブラッド 〜NYPD家族の絆〜（エリン・レーガン〈ブリジット・モイナハン〉）
- 弁護士イーライのふしぎな日常（リー・ラパポート判事〈ミカエラ・ワトキンス〉）
- BONES - 骨は語る -
  - シーズン5 #5（アジータ・ジャバーリ）
  - シーズン6 #10（マダム・リュー）
- ホテル・バビロン（レベッカ・ミッシェル）
- マーサー教授の殺人事件簿（マリサ・クラーク〈マーラ・ヒル〉[37]）
- 見えない訪問者 〜ザ・ウィスパーズ〜（クレア・ベニガン〈リリー・レーブ〉）
- ミッシング -サイキック捜査官- 第1 - 3シーズン（ジェシカ・マストリアニ〈カテリーナ・スコーソン〉）
- ミディアム7 最終章（ジェーン・リヴィングストン〈ジュディ・レイエス〉）
- 名探偵ポワロ 死との約束（サラ・キング医師〈クリスティーナ・コール〉）
- ラスト・スキャンダル（ホン・ソニ〈チェ・ジンシル〉）
- リエゾン（アリソン〈エヴァ・グリーン〉）
- ローマ警察殺人課アウレリオ・ゼン 3つの事件
- ロズウェル - 星の恋人たち（ローリー）
- ロマンスが必要（カン・ヒョンジュ〈チェ・ソンヒョン〉）
- 私はラブ・リーガル（キム・カズウェル〈ケイト・レヴァリング〉）

#### アニメ
- 怪盗グルーのミニオン危機一発（客室乗務員）
- スワン・プリンセス3/禁断の書（オデット姫）
- DC がんばれ!スーパーペット（ルル[38]）
- 長ぐつをはいたネコと9つの命（ママベア[39]）
- フリージ（魔女、お姫様、赤い服の客A、アシージャ、ジャミーラ、女性A・B、患者A・B・C・D、配達人、ウム・ハマスの弟子、近所の人A、地元の女性）
- ミュータント タートルズ（カライ）
- LEGO ピクサー:ブリックトゥーンズ（司会者）

#### その他
- 麗しき宝石の世界へ!春爛漫きらめきSP（ナレーション、BS-TBS）

### 初出話一覧
1. ↑  第45話初出
2. ↑  第1話初出
3. ↑  第2話初出
4. ↑  第9話初出